# Fête de la mer de Mimizan
Pour les articles homonymes, voir Fête de la mer (homonymie).
La fête de la mer est une journée de réjouissances collectives destinée à célébrer la relation qu'entretient Mimizan-Plage, dans le département français des Landes, avec l'Océan Atlantique qui la borde. Elle a lieu chaque année le 1er mai.

## Présentation
La fête de la mer est une forme de cérémonie propitiatoire observée par les populations du littoral, cherchant tout à la fois à remercier et apaiser cet élément naturel. Cette journée vise à rendre un hommage aux péris en mer et à célébrer le lien entre les hommes et l'océan, mêlant gratitude, crainte et respect, marqués par des évolutions au fil du temps.

### Déroulement
La fête de la mer débute par des rites solennels. Elle s'ouvre par une messe, dite en l'église Notre-Dame des Dunes, suivie d'une bénédiction par le curé des embarcations qui réalisent un défilé encadré par les associations nautiques et un dépôt d'une gerbe au large en hommage aux péris en mer.

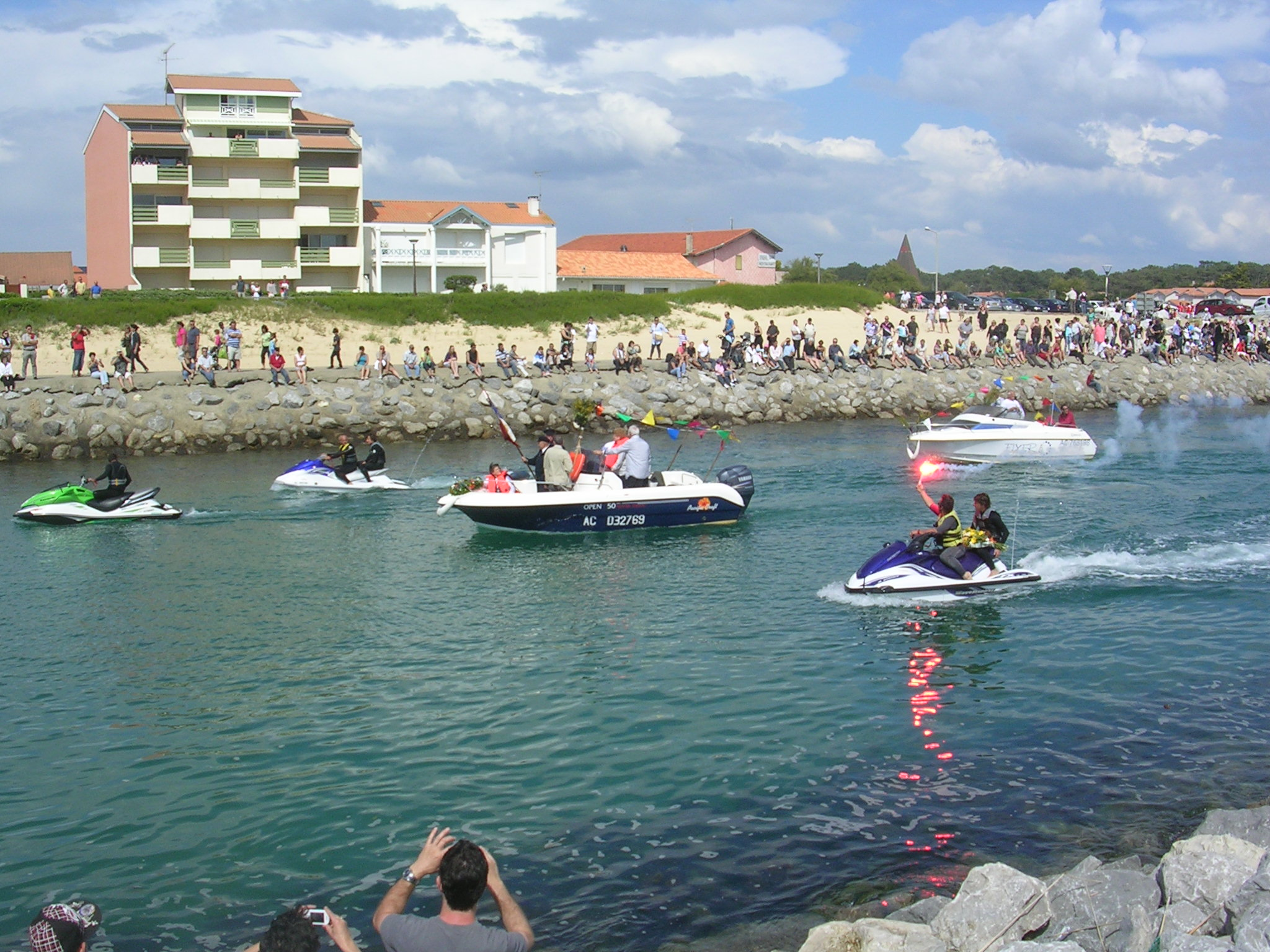
Défilé nautique
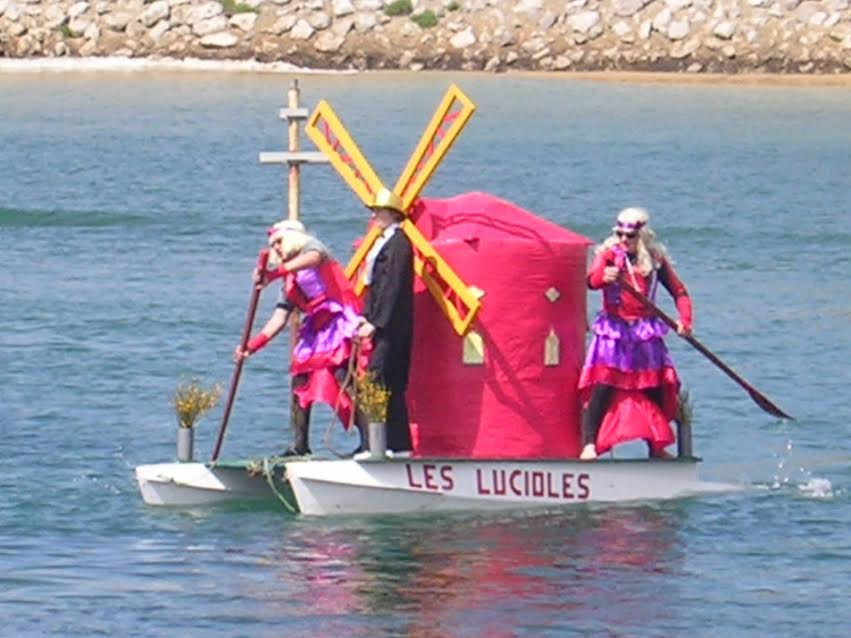
Parodie
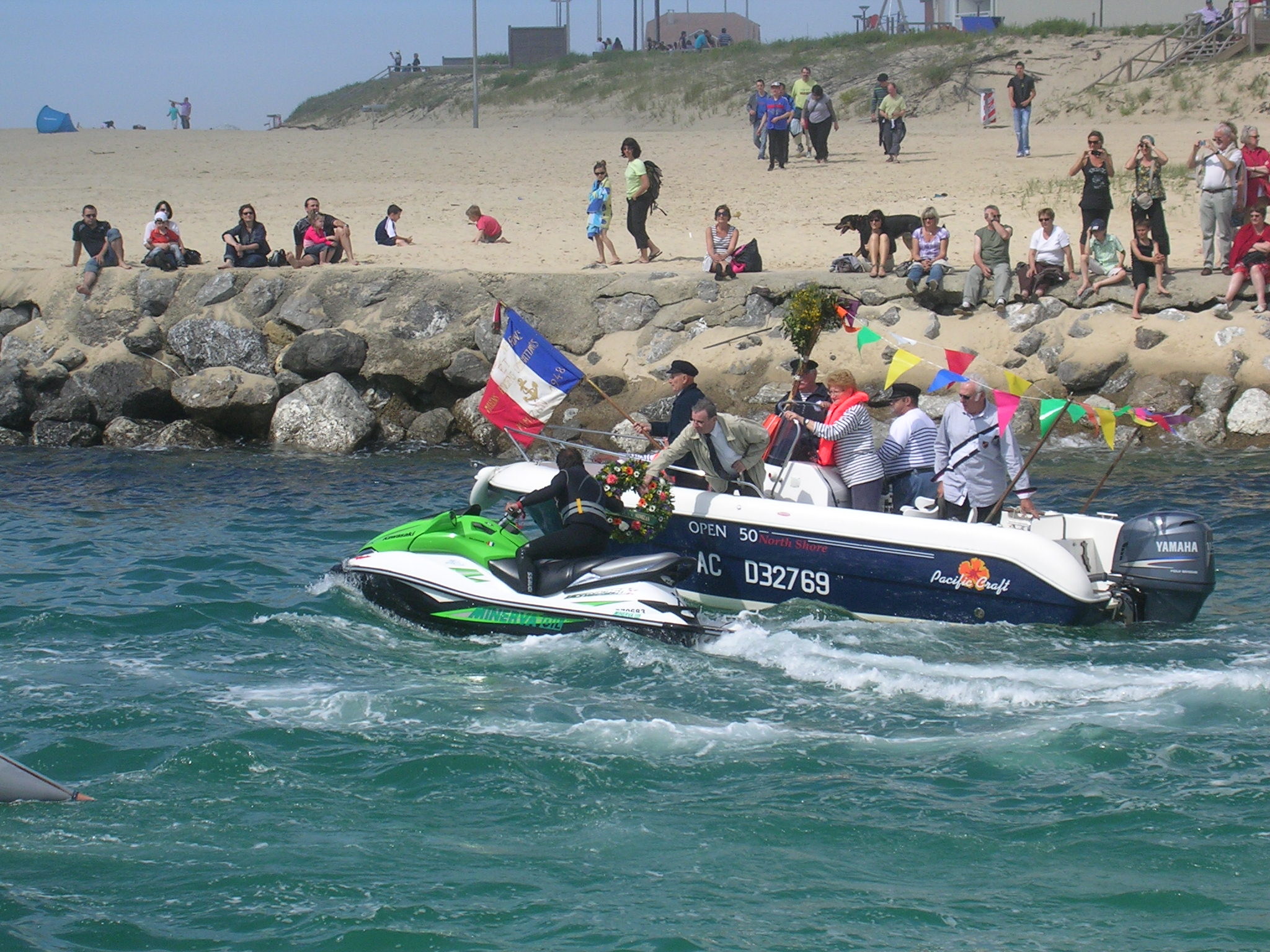
Remise de la gerbe

S'ensuivent des rites moins formels. Le défilé associe ainsi aux traditionnelles pinasses de plus modernes bateaux à moteur, jet-skis et thèmes parodiques. L'harmonie locale La Sirène de l'Océan donne un concert précédant le corso fleuri, défilé de chars décorés selon différents thèmes, accompagnés de majorettes, bandas (dont El Pafin'Hot Band) et échassiers landais. Diverses animations complètent cette journée, qui marque le lancement de la saison touristique de la station balnéaire de Mimizan-Plage.

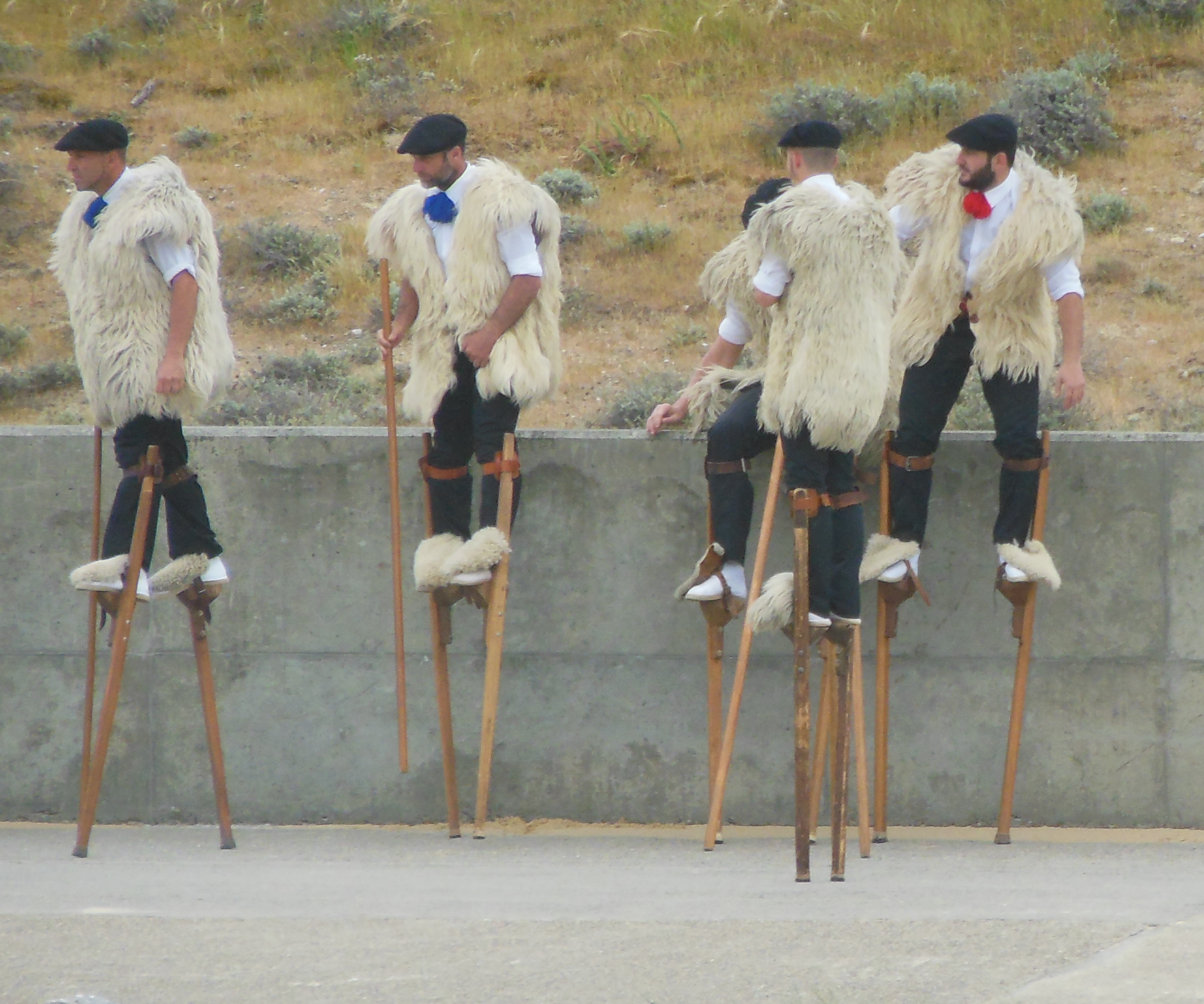
Échassiers landais
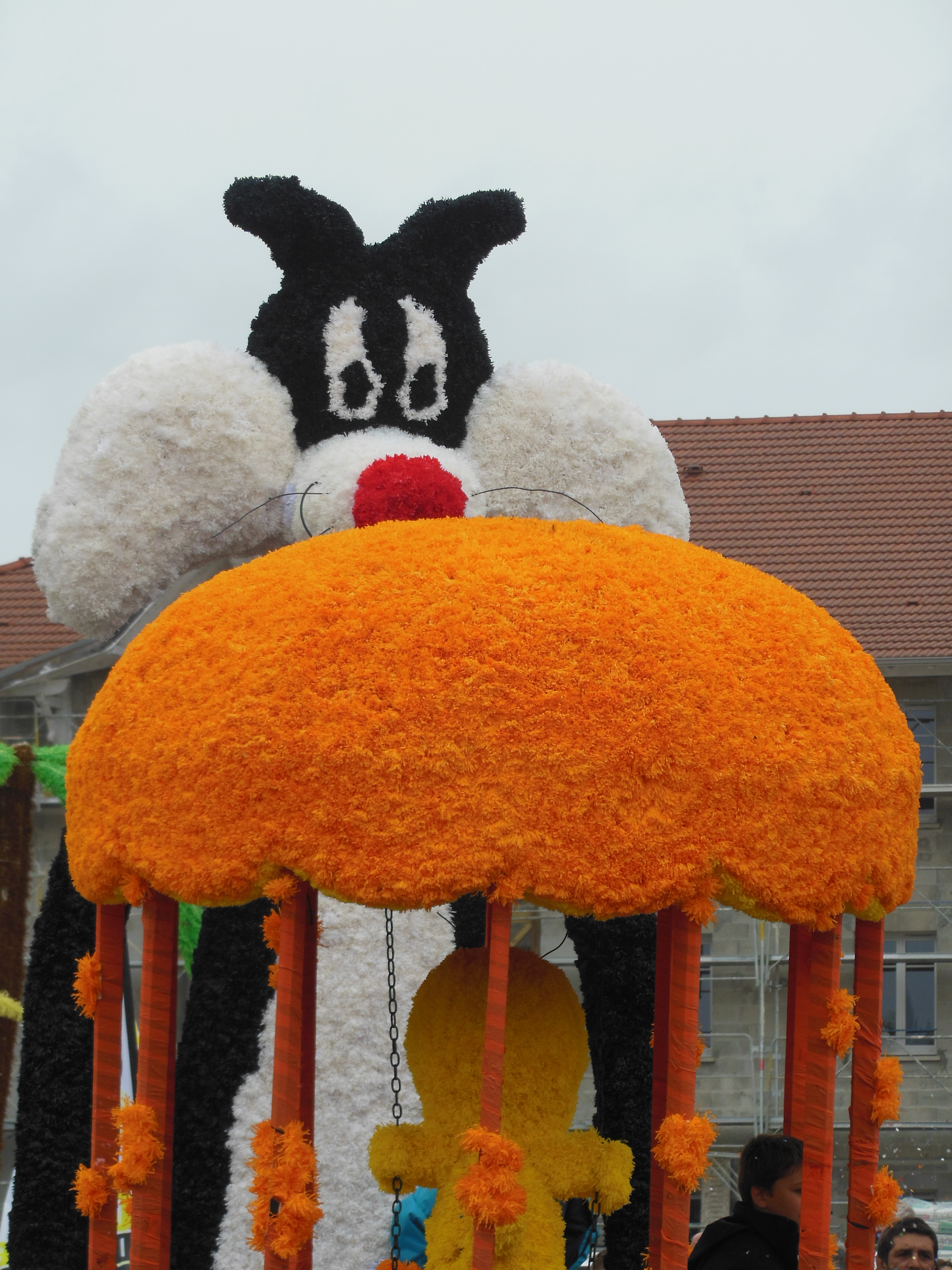
Char fleuri représentant Titi et Grosminet

### 1ermai
La fête de la mer coïncide avec la mayade, pratique toujours vivace dans les Landes de Gascogne et inscrite à l'Inventaire du patrimoine culturel immatériel en France. Cette tradition veut que l'on plante, sans être vu ni entendu, un pin maritime décoré que l'on appelle « mai » dans la nuit du 30 avril au 1er mai, devant la maison d'une personne que l'on souhaite honorer pour un événement particulier : 18 ans, âge rond, mariage, naissance, retraite, ou en l'honneur d'élus locaux. La personne à qui le mai est offert découvre la surprise au petit matin et organise une fête, la mayade, à laquelle sont conviés toutes les personnes ayant participé à la confection du pin et qui ont pris soin de noter leur nom sur la carte déposée lors de la mise en place du pin décoré. À Mimizan, un mai est érigé sur la place de la plage en l'honneur de la fête de la mer.

## Origines

### Recul du trait de côte
On imagine avec difficulté de nos jours que le secteur du clocher-porche de Mimizan, aujourd'hui situé au Bourg, est jusqu'au VIIe siècle un des ports naturels maritimes les plus actifs de la côte atlantique. Le trait de côte se situait alors plus à l'Est qu'il ne l'est de nos jours et présentait des échancrures formant des baies servant de port de débarquement ou de rades. L'Atlas de Blaew de 1638 montre que la vallée du courant de Mimizan, l'étang d'Aureilhan et le sud de la commune de Sainte-Eulalie-en-Born étaient recouverts par une étendue d'eau de plusieurs milliers d'hectares. Les pinasses parties de La Teste-de-Buch y trouvaient refuge en cas de mauvais temps rencontré en mer. Outre les bateaux, l'endroit était fréquenté par des baleines, rorquals, orques et cachalots, qui ont par la suite déserté les lieux pour trouver refuge dans l'Atlantique Nord. Les statuts de Mimizan attestent de leur présence au Moyen Âge. Ce point est confirmé par les Rôles Gascons, qui nous apprennent que le eaux du golfe de Gascogne, et notamment les parages du gouf de Capbreton, étaient infestées de grands cétacés, au point qu'Édouard II, roi d'Angleterre et duc d'Aquitaine, passe un acte en 1315 relatif à l'échouement des baleines sur les côtes de Biscarrosse et de Saint-Julien-en-Born. Son fils et successeur, Édouard III, affecte en 1338 les droits considérables sur la pêche à la baleine à l'équipement d'une flotte entière.
Au fil des siècles, le port naturel de Mimizan est comblé par l'avancée des sables, qui déplace le trait de côte cinq kilomètres à l'ouest et bouleverse l'ancien paysage, dessinant le littoral rectiligne tel qu'il est de nos jours.
Avant la fixation des dunes, impulsée par la loi du 19 juin 1857, la frange côtière est marquées par une quasi absence de population sédentaire, la présence imposante des masses changeantes de sable sur une bande de cinq kilomètres de large entre le bourg et le rivage constituant une menace et un obstacle infranchissable.

### Périls de la navigation

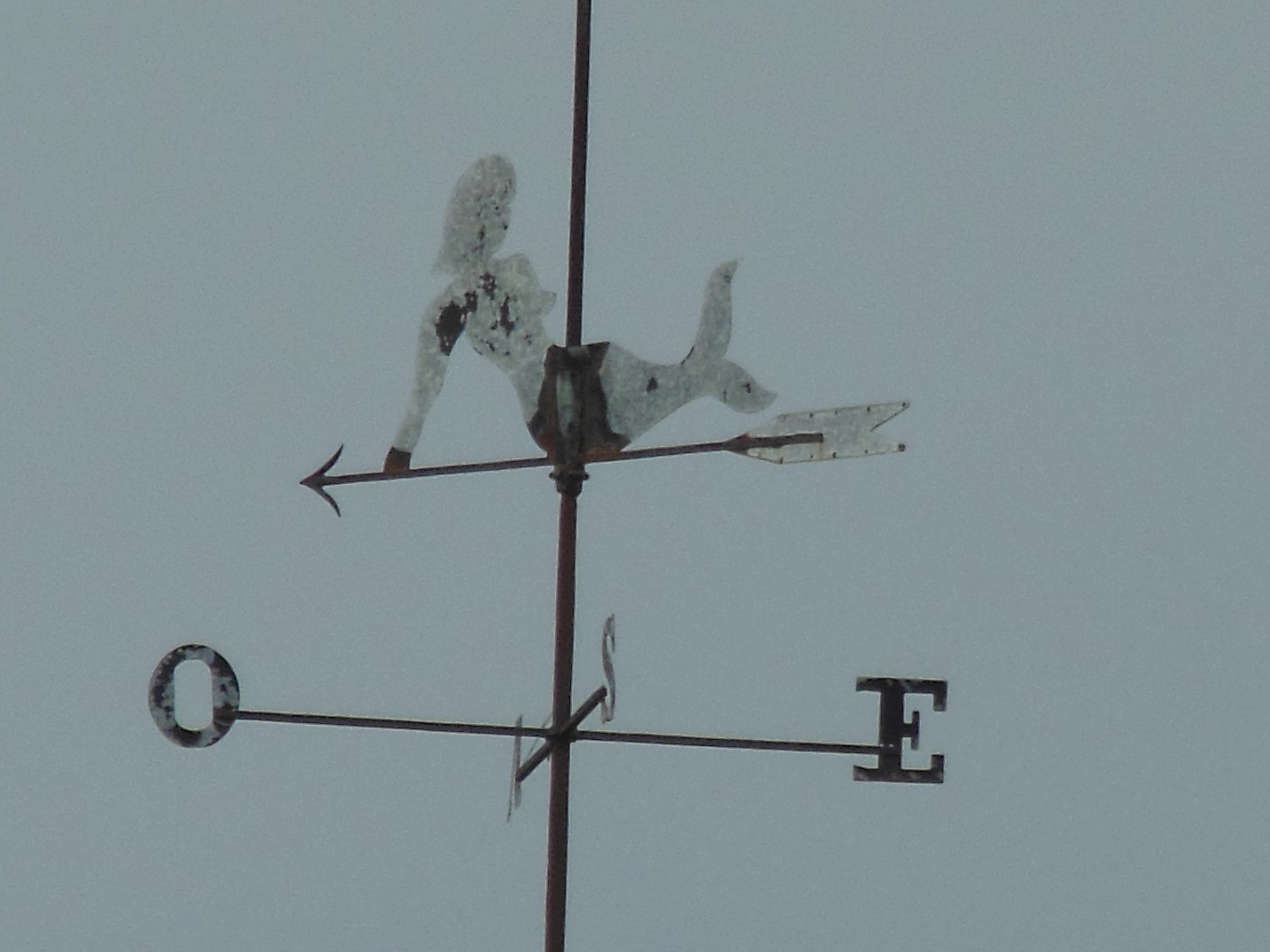
Girouette du clocher-porche de Mimizan, en forme de sirène, par allusion au dicton

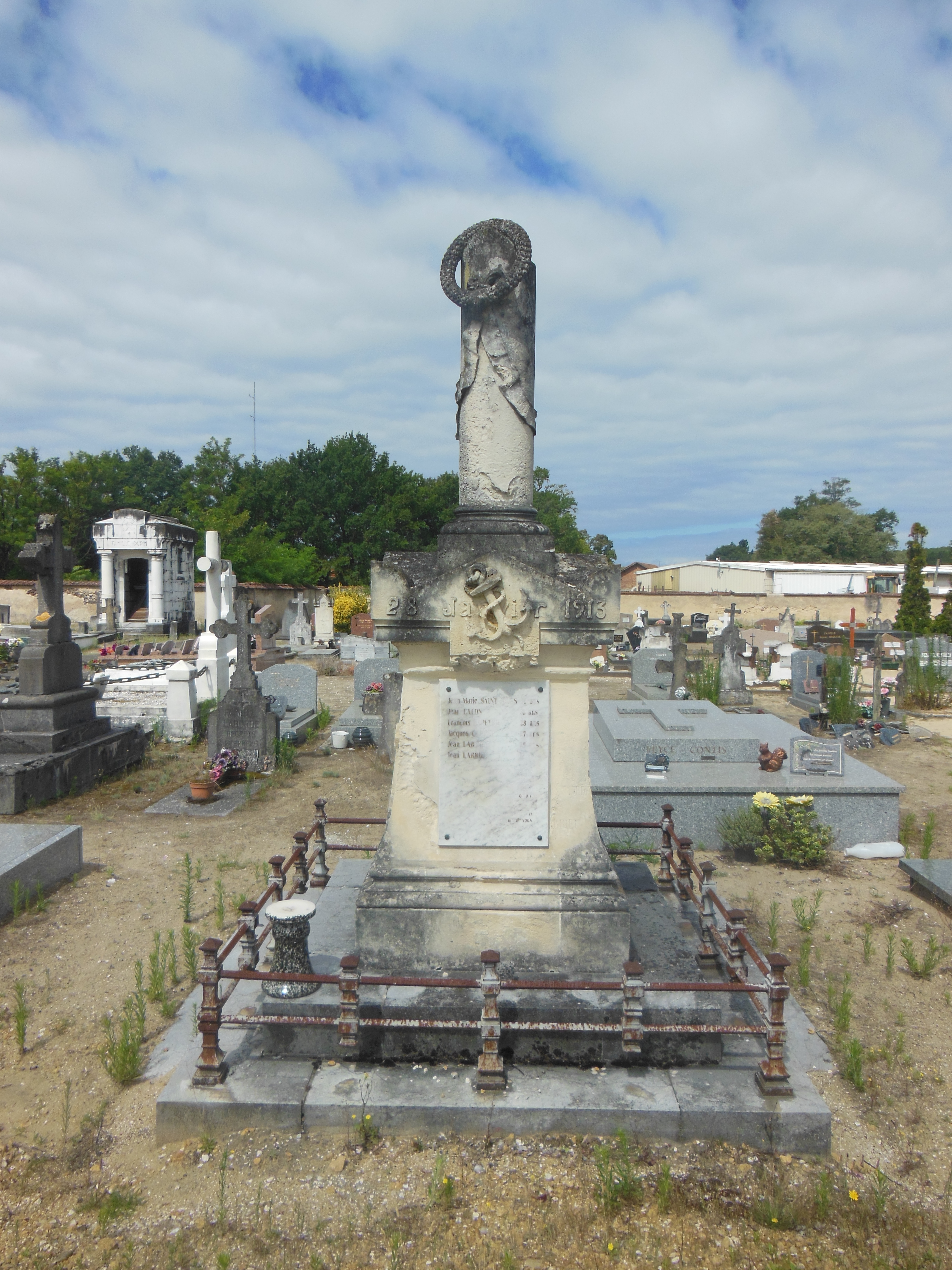
Cénotaphe dans l'ancien cimetière de Mimizan honorant la mémoire des six marins péris en mer le 28 janvier 1913

« Que Diou nou préserbi dou coudic de le balène, dou cantic de le Sirène et dou cloucher de Mamesan »,
Que Dieu nous garde de la queue de la baleine, du chant de la sirène et du clocher de Mimizan
Ce dicton gascon du XIIe siècle est une survivance du temps où les baleines fréquentaient le littoral landais et où le grand clocher du prieuré Sainte-Marie, abattu par un orage en 1790, était visible depuis la mer et servait de phare ou d'amer, repère côtier pour faciliter la navigation en mer. Il rappelle que les navires s'approchant trop près du rivage et voyant le clocher surgir des dunes se mettaient en péril. La côte landaise enregistre un total de 169 naufrages entre 1578 et 1918, dus à des conditions météorologiques défavorables, des erreurs de navigation, des pannes ou des combats militaires. Leur nombre baisse sensiblement à partir du XIXe siècle grâce aux progrès de la navigation, l'édification d'amers entre 1823 et 1865 et du phare de Contis en 1863. Au total, les sinistres seront plus nombreux à l'approche des côtes de Capbreton à Bayonne.
Parmi les naufrages les plus meurtriers au large de Mimizan, le Journal des Landes conserve la mémoire de celui du brick Réveil Matin le 26 novembre 1859, entraînant la noyade de cent vingt-cinq marins et passagers. Ce bateau, parti de Terre-Neuve, devait gagner le port de Bayonne. Pris dans une tempête, il heurte un banc de sable et fait naufrage à deux kilomètres au sud de Mimizan. Marins et passagers se noient en essayant de regagner le rivage à la nage ou bien blessés par la chute des mâts. Ils sont enterrés dans l'ancien cimetière de Mimizan, les rares survivants sont secourus par les douaniers présents sur place, . Le journal Le Républicain Landais relate quant à lui un sinistre survenu en mer au large de Mimizan le 28 janvier 1913, entraînant le décès de six pêcheurs âgés de 17 à 32 ans, qui seront enterrés dans ce même cimetière. Seul le patron survivra au naufrage.
Les accidents en mer ont paradoxalement pu constituer une aubaine pour les rares habitants de la frange littorale, qui ont accaparé les denrées et matériaux ainsi rejetés sur le rivage par l'océan. Le dernier exemple significatif date de la fin de première guerre mondiale : le  cargo-vapeur portugais Cazengo, chargé de vins de Porto, Madère et Malaga, est coulé par un sous-marin allemand au large de Mimizan le 8 octobre 1918. Après avoir dérivé, les tonneaux de vin s'échouent sur les plages de Contis et de Mimizan, où ils sont découverts par les habitants au matin du 10 octobre 1918. Les hommes étant au front, ce sont les vieux, les femmes et les enfants qui, deux nuits durant, font disparaître par des va-et-vient incessants le contenu des 3500 fûts de 500 litres chacun. Quand les tonneaux ne peuvent pas être évacués, ils sont défoncés à coup de hache ou percés à la vrille et le vin transporté dans des seaux, des brocs ou des arrosoirs. Quand les autorités, que personne n'a voulu avertir, arrivent le troisième jour, il ne reste plus rien de la cargaison du navire. Cette manne venue de l'océan en pleine période de restriction conforte la réputation de pilleurs d'épaves des Mimizanais.
Le danger reste présent de nos jours. Ainsi, le 2 décembre 1976, au cours d’une tempête, deux navires de commerce, l'Apollonian Wave et le Virgo, s'échouent à 700 mètres l'un de l'autre sur la plage de Lespecier, sans provoquer de décès. D'autres cas moins significatifs de naufrages de chalutiers et de voiliers ont depuis suivi.

### Pilleurs d'épaves
Un « refuge de pillards ». C'est ainsi que le curé de Mimizan qualifie sa paroisse en 1731. De terribles récits sont en effet transmis par la tradition orale sur des cas de naufrageurs allumant des feux de nuit afin de tromper les marins ou des cas de naufragés achevés par les autochtones désireux de s'emparer de leurs effets. Mais d'un autre côté, les habitants des zones côtières ont toujours prodigué secours et soin aux victimes d'accidents en mer.
Un « droit d'épave » est accordé aux habitants par ordonnance, dans les fors et coutumes de Mimizan des XIIIe et XIVe siècles :
Article 3 : Nous avons droit et usage de chercher sur la côte de l'océan. Si nous trouvons quelque chose, on peut le prendre, le tiers pour le seigneur, deux tiers pour le trouveur, à condition que personne n'en réclame le prix au nom du Roi
Article 4 : Tout bateau qui fait naufrage sur la côte de la mer, le bois et les ferrures sont à ceux qui pourront les avoir
Ainsi, après le naufrage du Saint Hilaire en 1711, les officiers de l'amirauté arrivés sur place trop tard ne peuvent que constater que le vaisseau a été dépecé et ses gréements pillés. Le pillage va parfois jusqu'à l'incendie complet des restes de l'épave du navire, afin d'effacer toute trace pouvant constituer une preuve du naufrage.
L'installation de postes de douanes sur la côte landaise à compter des années 1810, l'implantation des maisons forestières dans les années 1860 et la création de la petite station balnéaire de Mimizan-les-Bains à partir des années 1880 font peu à peu disparaître la pratique du  pillage collectif, dont le cas du Cazengo en 1918 est une des dernières réminiscences. Lorsque, en décembre 1976, quelques curieux montent à bord du Virgo qui vient de s'échouer et s'emparent de cigarettes, de conserves et du compas du navire, ils sont arrêtés par les gendarmes en quittant le bord.

### La pêche d'antan
Un rapport de 1727 signale l'existence de pêcheurs à l'embouchure primitive du courant de Mimizan, prenant la mer à bord de pinasses, bateaux typiques de la côte landaise et girondine. Jusqu'au milieu du XXe siècle, ils vivront dans un quartier qui leur est dédié sur la rive droite du Courant, en amont de son embouchure actuelle. Ils appliquent la technique suivante : les guetteurs (gayres en gascon) sont chargés de scruter l'océan pour détecter les bancs de sable et le poisson. Sur leurs indications, le pilote commande aux rameurs de la pinasse de décrire un arc de cercle pendant que le filet est libéré, avant de revenir vers la plage. Après avoir jeté l'ancre, les marins-pêcheurs ramènent le filet avec le poisson piégé. Parallèlement à la pêche en mer, quelques parcs à huîtres sont un temps exploités au niveau du Courant.

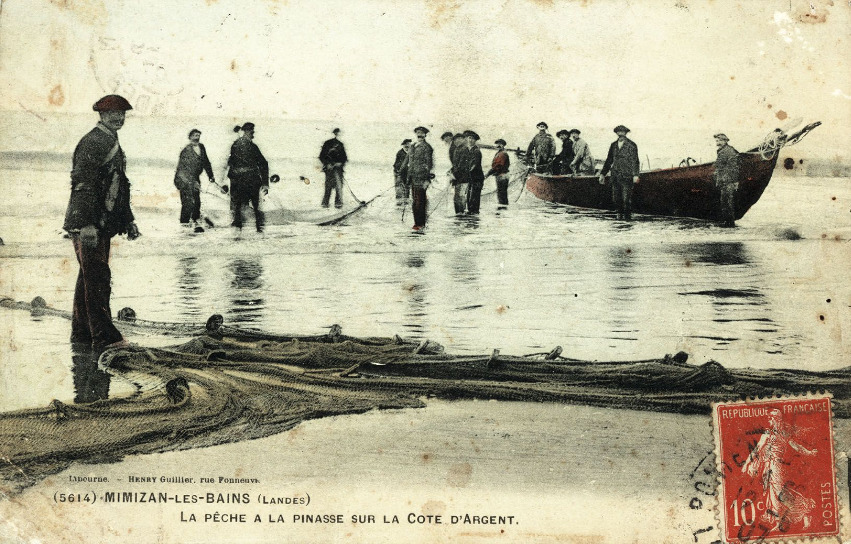
Pêche à la pinasse à Mimizan

Au fil du temps, les pêcheurs de Mimizan développent des rituels que perpétue l'actuelle fête de la mer : une fois par an, ils décorent de fleurs leurs pinasses de la poupe à la proue. Arrivés au large, ils offrent les gerbes de fleurs à l'océan. Ils manifestent par ce geste leur gratitude envers ce milieu nourricier, exorcisent la peur que leur inspire la force de l'océan et rendent hommage aux marins péris en mer et sans sépulture.
Pendant l'occupation allemande, la pêche est sévèrement réglementée. Les accès à la plage sont minés, la pêche y est donc strictement interdite. Le pont du courant est le seul endroit d'où on peut encore pêcher à la ligne et devient à cet égard très fréquenté. Concernant la pêche en mer, une autorisation délivrée par la Kommandantur est obligatoire. Elle est accordée moyennant le versement d'une redevance de 10 % des prises, qui sont néanmoins payées aux pêcheurs. La présence des bateaux de pêche devant les blockhaus est strictement défendue, ces derniers n’hésitant pas à ouvrir le feu pour faire respecter l'interdiction.
La pêche à la pinasse finit par s'éteindre à Mimizan à l'orée des années 1970. De nos jours, le port de Capbreton est le seul port de pêche dans le département des Landes,.

### Croyances populaires
Selon une ancienne croyance locale, aller se tremper les pieds dans l'eau de l'océan Atlantique le premier mai pouvait présenter des vertus curatives. Ce rituel s'inscrit dans les pratiques rudimentaires d'hydrothérapie mêlées de superstition que les habitants observaient avant l'arrivée de la médecine moderne, et restées vivaces jusque dans les années 1960 autour des fontaines des Landes. De cette croyance, l'actuelle fête de la mer conserve la date de sa célébration, chaque 1er mai.
Au début du XXe siècle, l'Église s'empare de ces différents rites païens pour les encadrer et les christianiser. De là naît la fête de la mer qui, chaque premier mai, donne lieu à une messe, dite initialement à la chapelle à la mer, avant l'inauguration le 8 juin 1969 de l'église Notre-Dame des Dunes. Dans ce même esprit de dévotion religieuse, certains pêcheurs choisissent de placer leurs embarcations sous la protection d'un saint, souvent la Sainte-Vierge, et le lancement de nouveaux bateaux à la mer s'accompagne d'un baptême pratiqué par le curé de la paroisse.

### L'émergence des loisirs
Mimizan s'ouvre à partir des années 1880 au tourisme, offrant un mode supplémentaire de valorisation de son littoral. L'entreprise est rendue possible grâce à la fixation des dunes à partir de 1857 et de l'embouchure du Courant par la construction de deux digues en 1871 et 1873, l'arrivée du chemin de fer et l'émergence en France de la mode des bains de mer, selon les recommandations de la médecine hygiéniste de l'époque. En 1905, Mimizan est surnommée la « Perle de la Côte d'Argent » par le journaliste et poète Maurice Martin.

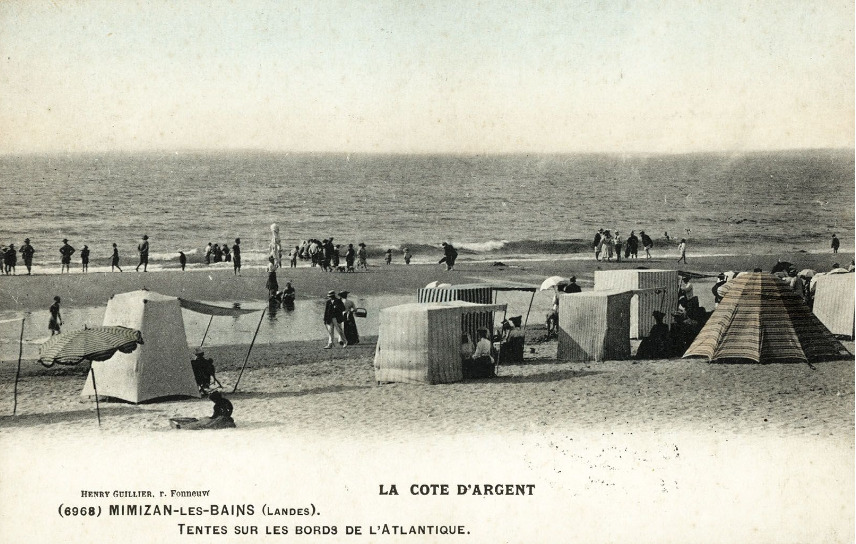
Tourisme balnéaire à Mimizan-les-Bains, sur la Côte d'Argent
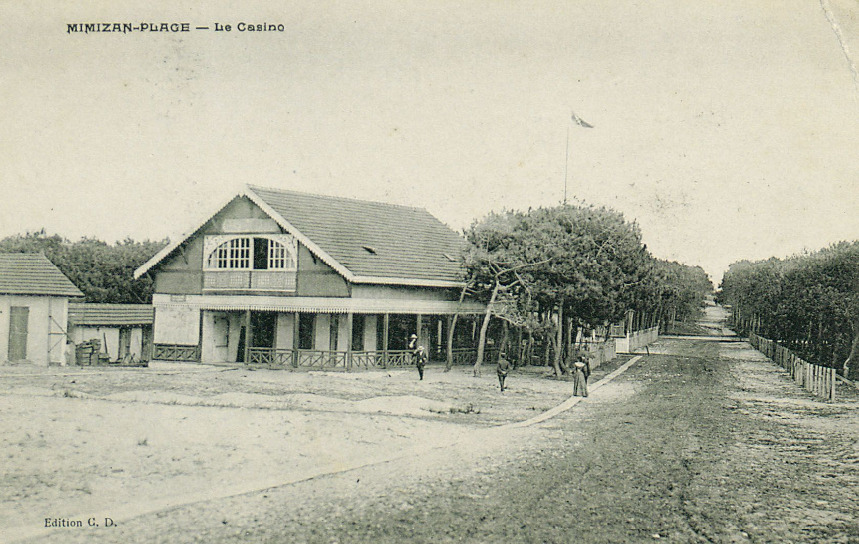
Premier casino de Mimizan

Renforcé par l'arrivée du train à Mimizan-Bourg en 1889 et à Mimizan-Plage en 1907 et 1908, la fréquentation du littoral par des gens venus d'ailleurs est d'abord à visée thérapeutique, avec la création d'un établissement de bains de mer sur la plage nord en 1904 puis d'un établissement d'hydrothérapie le long du courant en 1923.

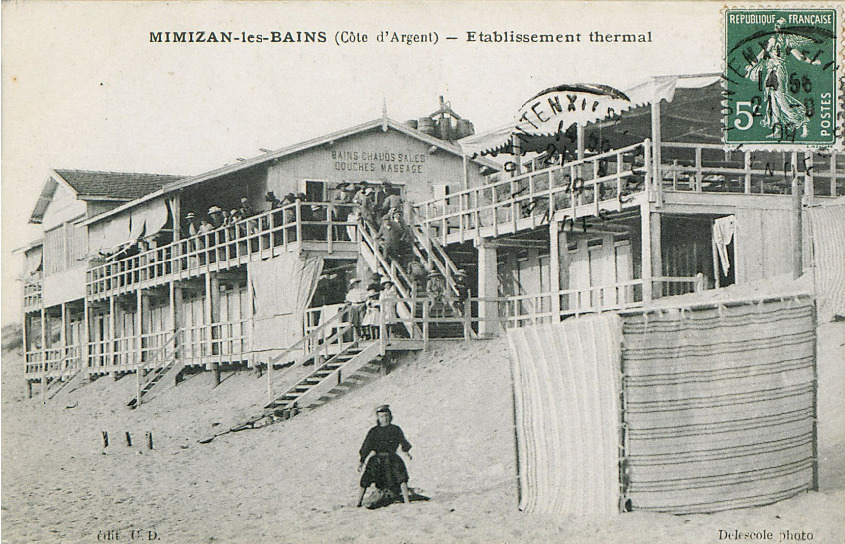
Établissement thermal sur la plage Nord de Mimizan de 1904 à 1922.
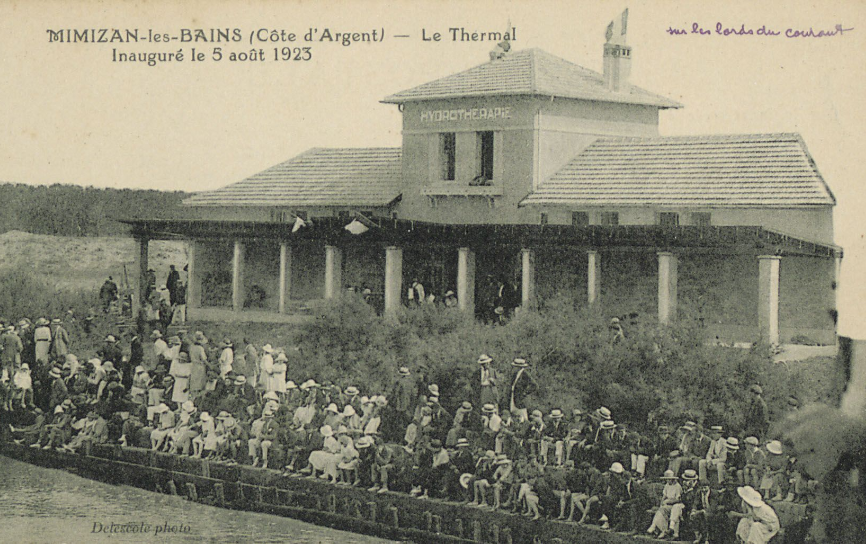
Inauguration de l'hydrothérapie de Mimizan-les-Bains sur la rive gauche du Courant le 5 août 1923.

L'armée est la première à comprendre l'intérêt que représente le littoral des Landes à des fins de remise en forme par la pratique du sport et le repos. L'armée des États-Unis installe ainsi un centre d'entraînement et de repos à Mimizan dès son entrée en guerre en 1917, offrant à ses soldats les conditions de leur rétablissement après des mois au front. L'idée sera reprise par la Kriegsmarine au cours de la Seconde Guerre mondiale, qui établit à Mimizan-Plage un centre d'entraînement et de repos destiné à accueillir les soldats ayant combattu sur le Front de l'Est. À la fin du conflit, ce camp militaire allemand est reconverti en camping Marina, répondant aux nouveaux besoins liés à l'avènement de la société des loisirs. Mais là encore, l'attrait qu'exercent la baignade et la pratique de sports nautiques s'accompagne du devoir de prudence au regard des dangers de l'océan, notamment en raison de la présence de baïnes le long de la côte landaise.